# Pseudotypocerus proxater
Pseudotypocerus proxater är en skalbaggsart som beskrevs av Giesbert 1997. Pseudotypocerus proxater ingår i släktet Pseudotypocerus och familjen långhorningar.
Artens utbredningsområde är Panama. Inga underarter finns listade i Catalogue of Life.